# Jours de joie et de tristesse
Pour plus de détails, voir Fiche technique et Distribution.
Jours de joie et de tristesse (新・喜びも悲しみも幾歳月, Shin yorokobimo kanashimimo ikutoshitsuki) est un film japonais réalisé par Keisuke Kinoshita, sorti en 1986.

## Synopsis
La famille d'un gardien de phare se déplace de ville en ville au gré de ses affectations.

## Fiche technique
- Titre : Jours de joie et de tristesse
- Titre original : 新・喜びも悲しみも幾歳月 (Shin yorokobimo kanashimimo ikutoshitsuki?)
- Réalisation : Keisuke Kinoshita
- Scénario : Keisuke Kinoshita
- Musique : Chūji Kinoshita
- Photographie : Kōzō Okazaki
- Décors : Tadataka Yoshino
- Montage : Yoshi Sugihara
- Production : Soya Hikida, Masatake Wakita, Kazuo Watanabe et Nobuyoshi Ōtani
- Société de production : Shōchiku
- Pays de production :  Japon
- Langue originale : japonais
- Format : couleur - 1,85:1 - 35 mm - son mono
- Genre : Drame
- Durée : 130 minutes
- Dates de sortie : 
  - Japon : 28 juin 1986[1]

## Distribution
- Gō Katō : Yoshiaki
- Hitoshi Ueki : Kunio
- Reiko Ōhara : Asako
- Yōko Shinoyama : Masako
- Hayao Okamoto : Eisuke
- Kunio Konishi : Kenzo
- Misako Konno : Yukiko
- Kiichi Nakai : Daimon
- Ken Tanaka : Nagao

## Distinctions
Sauf indication contraire, les informations mentionnées dans cette section peuvent être confirmées par la base de données cinématographiques IMDb,  présente dans la section « Liens externes ».

### Récompenses
- Japan Academy Prize 1987 : meilleur second rôle masculin pour Hitoshi Ueki (conjointement pour sa performance dans Shukuji)[2]
- Prix Kinema Junpō 1987 : meilleur second rôle masculin pour Hitoshi Ueki[3]
- Prix du film Mainichi 1987 : meilleur second rôle masculin pour Hitoshi Ueki[4]

### Nominations
- Japan Academy Prize 1987 : prix du meilleur film, du meilleur scénariste pour Keisuke Kinoshita et de la meilleure actrice dans un second rôle pour Misako Konno[2]